# Операция «Звёздочка»
Операция «Звёздочка» (ноябрь 1943 г. — 11 апреля 1944 г.) — операция советских партизан Полоцко-Лепельского партизанского соединения по освобождению и вывозу на контролируемую партизанами территорию удерживавшихся в деревне Бельчица (южнее Полоцка Витебской области Белоруссии) германскими оккупационными войсками воспитанников Полоцкого детского дома № 1, с последующей их эвакуацией фронтовыми лётчиками в советский тыл в ходе второго этапа. С конца марта 1944 года к операции был подключён 105-й гвардейский отдельный авиационный полк 3-й воздушной армии 1-го Прибалтийского фронта, и выполнивший эвакуацию освобождённых партизанами детей из Полоцко-Лепельской партизанской зоны за линию фронта в советский тыл.
Это единственный случай в истории Великой Отечественной войны, когда из немецкой оккупации партизанами был освобождён и вывезен в партизанскую зону детский дом в полном составе, в количестве около 200 человек, а затем переправлен самолётами за линию фронта в советский тыл. Полоцкий детский дом тогда находился на охраняемой немецкими частями территории, в деревне Бельчица, непосредственно в которой располагался крупный немецкий гарнизон, и партизанам потребовалась сложная боевая операция по освобождению детей.

## Предпосылки
В предвоенные годы в Полоцке начал свою работу Детский дом № 1. С началом Великой Отечественной войны в начале июля 1941 года на подступах к городу развернулись бои, и работники детского дома попытались эвакуировать детей на Восток. Однако быстрое продвижение немецких войск, перерезавших пути в советский тыл, не позволило этого сделать, и детдом вынужден был вернуться назад в оккупированный город Полоцк. В годы войны оккупационной администрацией удерживавшийся детский дом постоянно пополнялся детьми, и к концу 1943 года в детдоме находилось уже более 150 детей.
В ноябре 1943 года немецкая оккупационная администрация, чтобы уменьшить расход продуктов питания, переместила детский дом из города в деревню Бельчица, расположенную южнее Полоцка на левом берегу реки Западная Двина, где детский дом переводился на самообеспечение. Разведгруппа отряда имени Щорса, которая вела наблюдение за размещенным в деревне Бельчица немецким гарнизоном, обнаружила движущуюся к деревне колонну машин. Разведчики увидели как в деревне из машин вместо пополнения личного состава немецкого гарнизона было выгружено большое количество детей. Партизанские разведчики ночью скрытно проникли в деревню — выяснилось, что в Бельчицу немцами был перемещён из города Полоцкий детский дом № 1, в котором находилось 154 ребёнка и 38 воспитателей. Партизанским разведчикам удалось встретиться с воспитателями детдома, которые рассказали, что из-за недостатка продуктов в городе дети голодали, часто болели, были вспышки эпидемии тифа. Им не хватало одежды. Воспитатели слышали, что немцы могут вывезти детей в Германию для «онемечивания» или сделать их донорами для своих раненых солдат. Больные дети могли быть уничтожены.
Информация об обнаруженных детях, полученная партизанскими разведчиками, была доложена командованию отряда имени Щорса и партизанской бригады имени Чапаева, а затем поступила в штаб Полоцко-Лепельского партизанского соединения. Партизанской бригаде имени Чапаева было поручено разработать, исходя из имеющихся у неё сил и средств, соответствующий план операции по освобождению детей.

## Цели и задачи операции
Операция «Звёздочка» по освобождению советских детей (воспитанников Полоцкого детского дома № 1), удерживавшихся на оккупированной немецко-фашистскими войсками территории Витебскоой области Белоруссии (в городе Полоцк, затем с конца 1943 года в деревне Бельчица), и их эвакуация за линию фронта в советский тыл проводилась с целью сохранения жизни детей.
Операция «Звёздочка», исходя из сложившихся вокруг партизанской зоны тяжёлых условий окружения, была осуществлена в два этапа:
- цели и задачи 1-го этапа (ноябрь 1943 года — 18 февраля 1944 года) — в течение нескольких месяцев ведение разведки, подготовка отряда к операции и собственно освобождение из немецкого плена с доставкой в партизанскую зону воспитанников Полоцкого детдома партизанским отрядом имени Щорса;
- цель 2-го этапа (конец марта — 11 апреля 1944 года) — вынужденное в условиях блокады, когда немецко-фашистские оккупационные войска начали подготовку к карательной операции «Весенний праздник» против бригад Полоцко-Лепельского партизанского соединения, проведение эвакуации освобождённых детей самолётами из Полоцко-Лепельской партизанской зоны за линию фронта в советский тыл.

## Силы и состав сторон
Операция по освобождению детей осуществлялась партизанским отрядом имени Н. А. Щорса (командир Алёщенко Б. П., комиссар Короленко И. А., нач.штаба Крупин И. С.), входившим в состав партизанской бригады имени В. И. Чапаева (командир Мельников В. В., комиссар Кореневский И. Ф., нач.штаба Пучков Н. М.) Полоцко-Лепельского партизанского соединения. Непосредственно в операции участвовало около 200 партизан.
На втором этапе операции принял участие 105-й гвардейский отдельный авиационный полк Гражданского воздушного флота СССР (командир полка Клуссон Е. Т.), привлеченный для обеспечения операций Действующей армии и находившийся в оперативном подчинении 3-й воздушной армии 1-го Прибалтийского фронта, базировавшийся у деревни Войлово (Псковская область), расположенной в 30 километрах севернее города Велиж. Непосредственно в операции участвовала 1-я партизанская эскадрилья авиаполка.
Общее руководство операцией осуществлял штаб Полоцко-Лепельского партизанского соединения, действовавшего в тылу немецких войск на территории Витебской области Белоруссии, с центром в освобождённом партизанами в конце сентября 1942 года городе Ушачи (командир Полоцко-Лепельского партизанского соединения с момента его образования в октябре 1943 года — Герой Советского Союза Лобанок В. Е.).
Со стороны противника, германских оккупационных войск, действовал усиленный гарнизон, размещённый в деревне Бельчица, насчитывавший три батальона личного состава (принадлежность гарнизона к конкретной дивизии вермахта не установлена).

## Ход операции

### 1-й этап — освобождение детей и их вывоз в Полоцко-Лепельскую партизанскую зону

#### Подготовка партизанской операции
Командование партизанской бригады имени Чапаева поручило отряду имени Щорса продолжать поддерживать постоянную связь с детским домом и вести повседневную разведку в гарнизонах, расположенных вокруг города Полоцк, особенно в близ лежащих деревнях Коровники, Черноручье и самой Бельчице, которая размещалась на большой территории и состояла из четырёх близко расположенных поселений Бельчица-1, …, Бельчица-4. Таким образом, первый этап операции «Звёздочка» фактически начался поздней осенью 1943 года. Отряду предстояло уточнить в деревне Бельчица, где в одном из поселений находился детский дом, численность немецкого гарнизона и места размещения его подразделений, установить вооружение противника, расположение постов, время их смены и раздобыть другие необходимые для проведения операции данные.

Разведка с целью выяснения всех обстоятельств, связанных с освобождением детей, велась в общей сложности около двух месяцев — партизаны поддерживали связь с детдомом, вели разведку немецкого гарнизона, а добытые разведданные регулярно сообщались командованию бригады. Все поставленные задачи по разведке отряд имени Щорса успешно выполнил. В частности, было установлено, что в деревне Бельчица находится усиленный немецкий гарнизон, состоящий из трёх батальонов и имеющий на вооружении 12 пушек, 17 миномётов, пулемёты и разнообразное стрелковое вооружение. Партизаны точно знали расположение постов и пулемётных гнёзд противника.
Планировавшаяся операция представлялась сложной для партизан, так как была нетипична для них. Основная партизанская тактика — незаметно сблизиться с врагом и нанести ему максимальный урон, а в определённый момент, когда противник начинает подтягивать подкрепления, быстро отойти и скрыться, пользуясь защитными свойствами местности, в частности, лесом. В данном случае всю операцию желательно было провести скрытно и без применения оружия против противника, чтобы не пострадали дети. Планирование операции осложнялось тем, что в удерживаемом немцами детском доме было много малолетних детей от 3 до 5 лет, были и заболевшие. Такие дети сами не смогут быстро по глубокому снегу дойти до леса, стоящего в нескольких сотнях метров от деревни, для их посадки на подводы. В деревне, где был размещён детский дом, располагался крупный немецкий гарнизон. Партизаны понимали, если завяжется бой, то отходить можно будет только тогда, когда дети окажутся в безопасности. Поэтому всю операцию решено было провести в ночное время и, по возможности, избежать боя с немецким гарнизоном.

Из воспоминаний бывшего заместителя комиссара партизанского отряда имени Н. А. Щорса Барминского В. В., лично принимавшего участие в операции «Звёздочка»:

«Операция „Звёздочка“ была очень сложной и ответственной. В отряде к ней велась длительная и кропотливая подготовка. Разведчики установили непосредственный контакт с детским домом. Большую роль в подготовке операции сыграли секретарь Ушачского подпольного райкома комсомола Василевский, командир отряда Алёщенко, комиссар отряда Короленко, начальник штаба Крупин, заместитель командира отряда по разведке Гвоздев».
Когда все необходимые данные для планирования операции были собраны, в штабе партизанской бригады имени Чапаева состоялось специальное совещание. В совещании приняли участие: представитель штаба Полоцко-Лепельского соединения, командир бригады Мельников В. В., первый секретарь Ушачского подпольного райкома партии и комиссар бригады Кореневский И. Ф., второй секретарь райкома партии Ястребов М. И., начальник штаба бригады Пучков Н. М., заместитель командира бригады по разведке Маяков Н. Н., секретарь Ушачского подпольного райкома комсомола Василевский В. Я., заместитель комиссара бригады по комсомолу Клочков П. П., из отряда имени Щорса участвовали — командир отряда Алёщенко Б. П., комиссар отряда Короленко И. А., начальник штаба Крупин И. С., заместитель командира отряда по разведке Гвоздев П. С. и заместитель комиссара по комсомолу и секретарь комитета комсомола отряда Барминский В. В.
После информации заместителя командира отряда по разведке Гвоздева П. С. и обмена мнениями, партизанами было принято решение провести боевую операцию по освобождению детей из немецкого плена. Она позже получила условное название «Звёздочка». Детальная разработка плана и проведение этой ответственной операции были поручены партизанскому отряду имени Щорса. Для проведения операции дополнительно отряду придавался взвод разведки при штабе бригады.
В итоге по результатам длительной разведки и подготовки в отряде имени Щорса был разработан план по освобождению детей, учитывавший всё вплоть до мельчайших деталей, который затем и был утверждён командованием бригады. План предусматривал также действия отряда на случай, если придётся принимать бой с немецким гарнизоном. Партизанский отряд был усилен вооружением, обеспечен белыми маскировочными халатами, а для транспортировки большого количества детей сформировали санный поезд из около пятидесяти конных подвод.

#### Освобождение и вывоз детдома в партизанскую зону
Вечером 18 февраля 1944 года в соответствии с планом операции отряд имени Щорса, задействовав около 200 бойцов (примерно 2/3 численности отряда), под прикрытием темноты на сформированном санном конном обозе совершил в сложных зимних условиях стремительный двадцатикилометровый марш-бросок из места дислокации в Полоцко-Лепельской партизанской зоне к деревне Бельчица под Полоцком.

Недалеко от деревни Бельчица партизаны, оставив подводы в лесу, заняли опушку напротив деревни и за короткое время превратили окраину леса в укреплённый рубеж. Одна часть отряда под командованием Алёщенко Б. П. заняла оборону по всем законам предполагаемого боя. В глубоком снегу были вырыты окопы, расставлены пулемёты. Часть партизанских отделений заняла позиции у дорог из деревни, организовав засады, пулемётный взвод разместился на рубеже обороны на опушке леса. Таким образом, группа прикрытия была готова в любую минуту вступить в бой с немецким гарнизоном.

Командир Полоцко-Лепельского партизанского соединения Лобанок В. Е. в книге воспоминаний отмечает:

«Отряд размещался километрах в двадцати от Бельчиц. Поэтому партизанам пришлось совершить трудный марш-бросок по глубокому снегу. За короткое время опушка леса у Бельчиц была превращена в укрепленный оборонительный рубеж, на случай если придется вступить в бой с гарнизоном и отбивать детей силой… Только комсомольцев в этой операции участвовало около 100 человек».
Затем в саму деревню направилась группа разведчиков под командованием заместителя командира отряда по разведке Гвоздева П. С., которая, обойдя вражеские посты, скрытно проникла в дома, где были размещены дети, с задачей вывести их с воспитателями за околицу в заранее условленное место. По договорённости с воспитателями к вечеру этих суток все дети должны быть одеты и подготовлены к перевозке.
В это время вторая часть отряда под командованием начальника штаба отряда Крупина И. С. вплотную подошла к деревне, чтобы встретить детей и на руках перенести через открытое заснеженное поле в лес к подводам.
В назначенное время в глубине деревни партизаны увидели детей. Больных и малолетних ребят несли на руках воспитатели и старшие воспитанники. Многие малыши шли сами, на каждом шагу проваливаясь в снег. Партизаны в маскировочных белых халатах быстро выдвинулись навстречу детям, на ходу подхватывали их на руки и по глубокому снегу через открытое поле уносили в лес к подводам. Когда вспыхивали осветительные ракеты, то всё движение замирало. Партизаны сделали по несколько заходов, перенося по колени в снегу малолетних и больных детей подальше от деревни вглубь леса к подводам. Основную часть детей перенесли партизаны, часть воспитатели, а старшие дети сами прошли опасное пространство.
Вся операция была проведена партизанами, как и планировалось, скрытно и молниеносно, без боестолкновения с немецким гарнизоном. Детей усадили на подводы, укрыли одеялами, и санный поезд ночью 19 февраля доставил их в контролируемую партизанами Полоцко-Лепельскую зону, в расположение отряда имени Щорса. Детей разместили по домам жителей деревни Емельяники. Их отогрели, накормили, вымыли в бане, одели (одежду принесли местные жители) и оказали медицинскую помощь. Несколько позднее для большей безопасности освобождённых детей перевезли ещё дальше в глубь партизанской зоны, в деревню Славени.
В Журнале учёта «Отчёты и сведения о боевой деятельности отрядов бригады имени Чапаева» 19 февраля 1944 года была сделана запись о выполнении отрядом имени Щорса задачи по вывозу с немецкого гарнизона деревни Бельчица детского дома в полном составе.
Весной 1944 года немецкое командование наметило провести карательную операцию под кодовым названием «Весенний праздник» против партизанских отрядов Полоцко-Лепельской партизанской зоны, конечная цель — полное их уничтожение. Для чего стало стягивать вокруг партизанской зоны дополнительные силы, в частности, снятые с фронта части.

Лобанок В. Е. так охарактеризовал обстановку вокруг партизанской зоны:

«Разведывательные данные, поступавшие в штаб в течение второй половины декабря 1943 и в начале января 1944 года, показали, что противник продолжал наращивать силы у границ Полоцко-Лепельской партизанской зоны. Он усиливал старые, создавая новые гарнизоны… В течение марта, подтягивая живую силу и технику к оборонительным рубежам Полоцко-Лепельской зоны, гитлеровцы одновременно на разных направлениях вели авиаразведку и разведывательные бои, пытались улучшить исходные позиции…
Не оставалось никакого сомнения в том, что противник имеет твердое намерение в самое ближайшее время блокировать партизанскую зону такими силами, с которыми не приходилось ещё иметь дела ни нам, ни другим партизанским соединениям…».
Нахождение детей на партизанских территориях стало небезопасным, в любое время могли начаться бои с окружившими Полоцко-Лепельскую партизанскую зону немецкими частями. Детей, чтобы сохранить им жизни, необходимо было переправить за линию фронта в советский тыл.

### 2-й этап — эвакуация детей самолётами из партизанской зоны в советский тыл
Штабом Полоцко-Лепельского партизанского соединения, ввиду возникшей новой опасности, было решено осуществить в конце марта—начале апреля 1944 года по договорённости с командованием 1-м Прибалтийским фронтом эвакуацию детей самолётами с партизанской зоны в советский тыл. Так появился второй этап операции «Звёздочка».
Командующий 1-м Прибалтийским фронтом Баграмян И. Х., в зоне ответственности которого находилась местность в районе Полоцка, распорядился силами 3-й воздушной армии вывезти детей. В ходе этого многодневного этапа операции в советский тыл было эвакуировано более 200 человек, детей с большей частью воспитателей и несколько десятков раненых партизан.
Эвакуацию осуществили лётчики 105-го гвардейского отдельного авиаполка ГВФ (этот авиационный полк Гражданского Воздушного Флота СССР находился в составе 3-й воздушной армии). В конце марта на партизанский аэродром, организованный на покрытом льдом озере Вечелье рядом с деревней Ковалевщина юго-восточнее райцентра Ушачи (место размещения штаба Полоцко-Лепельской партизанской зоны), по нескольку раз в сутки стали прилетать за детьми и ранеными партизанами из-за линии фронта лётчики Дмитрий Кузнецов на самолёте По-2, Николай Жуков и Александр Мамкин на более вместительных специально подготовленных для грузовых операций самолётах Р-5 и другие лётчики.
Спасение воспитанников Полоцкого детского дома партизанами и лётчиками было заснято военным оператором Марией Суховой, находившейся с середины декабря 1943 года в партизанской зоне.
В ходе операции особое мужество и героизм проявил лётчик Александр Петрович Мамкин. Он совместно с другими лётчиками много раз повторял ночные полёты. В ночь на 11 апреля 1944 года Мамкин А. П. в очередной раз поднял в воздух самолёт Р-5 с замерзшего озера Вечелье, это был его девятый рейс, оказавшийся последним во всей этой операции. В этот раз он перевозил 13 человек (10 детей, воспитательницу и двух раненых партизан). На рассвете, не долетая до линии фронта, самолёт подвергся зенитному огню, а затем перед линией фронта был атакован немецким ночным перехватчиком — в этот раз осколки снарядов попали в двигатель, и он загорелся, а лётчик был ранен в голову. Однако Мамкин А. П. сумел перелететь линию фронта и посадить горящий самолёт уже за ней в тылу наших войск на замёрзшее озеро Бо́лныря на северо-востоке Полоцкого района Витебской области у деревни Труды.

Через шесть дней, в госпитале, от тяжёлых ожогов и ран лётчик Мамкин А. П. умер. Все 13 человек, кого он эвакуировал в последнем полёте, остались живы.

Дальше полёты были прекращены — началось наступление немецких частей на партизанскую зону, противником были усилены средства ПВО, блокирующие использование партизанских аэродромов.

## Итоги операции
Все цели операции «Звёздочка» были достигнуты:
- в ходе 1-го этапа операции партизанами были освобождены удерживавшиеся немецкими оккупационными войсками в деревне Бельчица Полоцкого района воспитанники Полоцкого детского дома и доставлены на подконтрольную партизанам территорию Полоцко-Лепельской партизанской зоны в полном составе;
- в ходе 2-го этапа операции воспитанники Полоцкого детского дома были эвакуированы самолётами из Полоцко-Лепельской партизанской зоны за линию фронта на Большую землю.

В результате операции «Звёздочка» удерживавшиеся немецкими оккупационными войсками воспитанники и воспитатели Полоцкого детского дома № 1 были освобождены и эвакуированы из партизанской зоны в советский тыл в полном составе (более 190 человек).

## Потери сторон
Партизаны в ходе проведения операции в ночь с 18 на 19 февраля 1944 года потерь не имели (боестолкновение с противником отсутствовало). Есть свидетельства, что в подготовительный период во время ведения разведки в районе деревни Бельчица одна из партизанских разведгрупп отряда имени Щорса попала в засаду и вся погибла (фамилии погибших партизан не сохранились).
В ходе 2-го этапа операции по эвакуации детей самолётами за линию фронта в советский тыл получил смертельные ожоги и ранение лётчик 105-го отдельного авиаполка Мамкин А. П. 17 апреля 1944 года Мамкин А. П. скончался в госпитале в Велижском районе Смоленской области.
Немецкий гарнизон в деревне Бельчица потерь не имел.

## Память
На протяжении длительного времени, пока были живы участники операции «Звёздочка», дирекция и Совет музея «Боевой славы» средней школы № 8 города Полоцка регулярно организовывали встречи бывших воспитанников Полоцкого детского дома, разъехавшихся после войны по различным районам Советского Союза, со своими спасителями — партизанами отряда имени Щорса и лётчиками 105-го гвардейского отдельного авиационного полка.
На встречи приезжали бывшие воспитанники детдома Иваненко Л. Ф., Михальченко Н. И., Форинко В. П., Шашков В. М., Шевнёва А. Г., Яцунова М., воспитательница детдома Латко В. С. и другие.
Бывшая воспитанница Полоцкого детского дома Надежда Иосифовна Кандер (в то время Михальченко) выразила благодарность партизанам через газету «Советская Белоруссия», где в заметке «Операция „Звездочка“» написала:

"Бережно храню в домашнем архиве два номера газеты «Советская Белоруссия» за 1967 год. В них напечатаны воспоминания бывшего заместителя комиссара партизанского отряда имени Щорса В. Барминского «Операция „Звездочка“». Комиссар рассказал, как в феврале 1944 года партизаны спасли около двухсот воспитанников детского дома. Фашисты вывезли их в деревню Бельчица и собирались уничтожить.
Участники операции «Звездочка» вывели всех детей — среди них была и я, Надя Михальченко, — в условленное место и доставили в партизанскую зону. А затем эвакуировали на Большую землю…"
Ряд встреч с бывшими воспитанниками Полоцкого детского дома и партизанами организовал Совет ветеранов 105-го гвардейского отдельного ордена Александра Невского Паневежского авиационного полка ГВФ. Организаторами были первые председатели Совета ветеранов 105-го авиаполка Абрамов Е. Г., Синиченкин Г. И., заместитель председателя Совета — Ширшов Е. М.
По инициативе ветеранов партизан и лётчиков в деревне Труды Полоцкого района Витебской области, расположенной недалеко от озера Бо́лныря — места вынужденной посадки горящего самолёта Мамкина А. П. с детьми, в 1987 году был установлен памятник в честь подвига лётчика.
5 мая 2023 года памятник советскому лётчику-герою Александру Мамкину торжественно открыли в селе Бутырки Репьёвского района Воронежской области.

## Книги, статьи, видеоматериалы, архивные источники
- Национальный архив Республики Беларусь. Ф. 1403. Оп. 1. Д. 679 (Журнал учёта. Отчёты и сведения о боевой деятельности отрядов бригады имени Чапаева). — стр. 24.
- Барминский В.В. Операция «Звёздочка» // Советская Белоруссия : газета. — 1967. — 20 июня. ; 1967. —  — 21 июня
- Лобанок В. Е. Партизаны и дети // Партизаны принимают бой : [арх. 15 февраля 2020] / лит. запись М. В. Тараткевича. — Беларусь. — Минск, 1976. — С. 92-93. — 319 с. : ил. (Воспоминания участника операции «Звёздочка» Барминского В. В.).
- Барминский В.В. Аперацыя «Зорачка» :  [белор.] // Звязда : газета. — 1982. — 7 мая.
- Барминский В.В. Аперацыя «Зорачка» :  [белор.] // Звязда : газета. — 1987. — 9 мая.
- Барминский В.В. Мужали в боях. Операция «Звёздочка» // г.Минск, изд."Юнацтва" : Сборник "Годы комсомольские" (ISBN 5-7880-0002-5). — 1988г..
- Телеканал НТВ. Специальный выпуск передачи «Место встречи» от 5 мая 2017 года (55-я минута) (видео) Архивная копия от 24 апреля 2019 на Wayback Machine: Свидетельства очевидцев партизанской операции «Звёздочка».
- Телеканал «Звезда». Цикл передач «Секретная папка» с Д. Дибровым. «Детская кровь для Вермахта». Выпуск от 17 октября 2018 года (видео) Архивная копия от 27 февраля 2020 на Wayback Machine: Центральная тема передачи — операция «Звёздочка».
- Новостная передача Телерадиовещательной компании Союзного государства России и Республики Беларусь. Эфир от 19 декабря 2018 года (8-я минута) (видео) Архивная копия от 31 августа 2020 на Wayback Machine: Передача посвящена 75-й годовщине партизанской операции «Звёздочка».
- Владимир Барминский. Операция «Звездочка» // Советская Россия : газета. — 2018-07-26.
- Олег Степаненко. Героические страницы истории. "Прорыв" // «Правда» : Газета №130(30773). — 2018-11-27. (Глава «Операция „Звёздочка“).
- От смерти унесли на руках // Газета парламентского собрания Союза Беларуси и России «Союзное Вече». — 2019. — № 42 (865) (19 сентября).
- Андрей Сидорчик. Подвиг пилота Мамкина : Он горел за штурвалом, спасая детей // Аргументы и факты : газета. — 2019. — 17 апреля.
- Барминский Л. В., Барминский В. В. Судьба, опаленная войной. — М. : Издательство "Известия" Управления делами Президента Российской Федерации, 2019. — ISBN 978-5-206-01019-0.
- Операция „Звёздочка“. По воспоминаниям от одного из разработчиков и участников операции (8.08.2018 г.) (видео на youtube.com)
- Государственный телеканал „Беларусь 1“. Проект „Война народная“ (6 серия): Цель особенной операции „Звездочка“. Партизаны Беларуси» (от 7.08.2023 г.) (видео)
- Цель особенной операции «Звездочка». Партизаны Беларуси. Проект телеканала «Беларусь 1» «Война народная» (от 7.08.2023 г.) (видео на youtube.com)
- Цель особенной операции «Звездочка». Партизаны Беларуси. Проект телеканала «Беларусь 1» «Война народная» (от 7.08.2023 г.) (видео на rutube.ru)
- Телеканал «Звезда». Программа «Главный день» с ведущим Борисом Щербаковым от 30.09.2023 г.: Операция «Звездочка». Александр Мамкин (видео на rutube.ru)
- Телеканал «Звезда». Программа «Главный день»: Александр Мамкин. Операция «Звездочка» (видео)
- Телеканал «Звезда». Программа «Главный день» от 20.04.2024: Мария Сухова. Под прицелом кинокамер (видео)